# Quatuor à cordes en ré majeur de Glinka
Pour les articles homonymes, voir Quatuor à cordes (homonymie).
Le Quatuor à cordes en ré majeur est un quatuor inachevé pour deux violons, alto et violoncelle de Mikhaïl Glinka. Composé en 1824, il a été achevé par le compositeur Nikolaï Miaskovski et le violoniste Vassili Chirinski.

## Contexte et création
Mikhaïl Glinka compose son premier quatuor en 1824. Cependant, il écrit, dans ses Mémoires que « cette tentative n'a pas été moins réussie que les autres ». L'œuvre sera cependant jouée le 27 février 1944 par le Quatuor Beethoven, dans une version complétée et éditée par Nikolaï Miaskovski et Vassili Chrinski. Il est alors apparut qu'ils ont achevé la troisième variation du deuxième mouvement ainsi que le rondo final, inachevé après son exposition.

## Structure
L'œuvre comprend quatre mouvements :
1. Allegro
2. Thème et variations (larghetto)
3. Menuet (moderato)
4. Rondo (vivace)

La durée d'exécution est d'environ trente-cinq minutes.

## Analyse

### Allegro
L'Allegro qui ouvre ce quatuor est un mouvement de quatuor rappelant ceux de Luigi Cherubini, notamment celui en mi bémol majeur. Le matériau, essentiellement vocal, a du mal à s'exprimer à quatre voix. Ce chant s'écoute bien, et possède un caractère lyrique, voire sentimental.

### Thème et variations
Le deuxième mouvement a une allure de Larghetto, et prend la forme d'un thème et de trois variations. La densité de ce mouvement le rend opératique, bien qu'il s'agisse d'un quatuor. Il y a des influences de Gioachino Rossini mais surtout de Wolfgang Amadeus Mozart dans les changements de registre, les ornementations chargées et virtuoses, les contre-chants humoristiques et verveux. La troisième variation est une sorte de récitatif improvisé et montre Mikhaïl Glinka comme un compositeur d'opéra.

### Menuet
Le Menuet est de moindre originalité et est post-baroque.

### Rondo
Il en va de même pour le Rondo que pour le Menuet.